# Casa Della Torre

Brasão de Armas da família della Torre

Brasão de Armas de Napoleão della Torre

Os Della Torre (em latim medieval: Torriani ou De la Turre) eram uma família da nobreza italiana que dominou a Lombardia e grande parte do norte da Itália entre os séculos XII e XIV. Eles possuíam o senhorio de Milão, antes de serem depostos pelos Visconti. Eles eram membros do partido Guelfo. Ao longo dos séculos, vários ramos da família adquiriram inúmeros títulos, como barões, condes e marqueses e até mesmo duques e príncipes. Vários membros desta família também foram homenageados com vários títulos relacionados a ordens de cavalaria.

## Origens
Antiga família da aristocracia milanesa, de Porta Nuova em Milão, segundo a tradição, eram descendentes da cepa francesa da família imperial de Carlos Magno, havia sido enfeudada na Arquidiocese de Milão, e na extensão das grandes áreas do “cantão" de Ticino, cujo principal órgão era o Condado de Valsassina, com o centro, a cidade fortificada de Primaluna. Entre os primeiros membros importantes e documentados consta, em 1130, o nome de Ardericus De La Turre, indicado entre os capitães do povo de Milão. Em outro documento há o nome de Martino, o Gigante, originário da cidade fortificada de Primaluna, no Valsassina, de onde ele se tornara conde. Martino combateu na Terra Santa, durante as Cruzadas e encontrou a morte sob as muralhas de Damasco em 1148. Seu filho Giacomo casou-se com Bertha Visconti e foi regente de Milão.
Seu sobrinho Raimondo, foi bispo de Como (1262-1273). Em 1269 ele foi capturado por Conrado Venosta von Matsch (1226-1278), feudatário do Castelo de Boffalora em Valchiavenna e exposto em uma gaiola ao ridículo público em Valtellina, no Sondalo. Foi libertado pelas tropas de seu irmão Napo Torriani, que destruiu o castelo, em 25 de setembro de 1273. Foi também o patriarca de Aquileia de 1273 a 1299.
Outro neto, Salvino (1240-1287), tornou-se senhor de Parma e a filha deste, Elena (1285), casou-se em 1300 com Nicolau Carrara.

## Brasão de armas
[[Imagem:2832 - Milano - S. Maria della Passione - Lapide Dionigi Torriani (1570) - Foto Giovanni Dall'Orto, 26-Feb-2008.jpg|thumb|upright|O brasão (parlante) dos Della Torre, constante da lápide de Dionigi Torriani {{nwrap|†|1570)]]

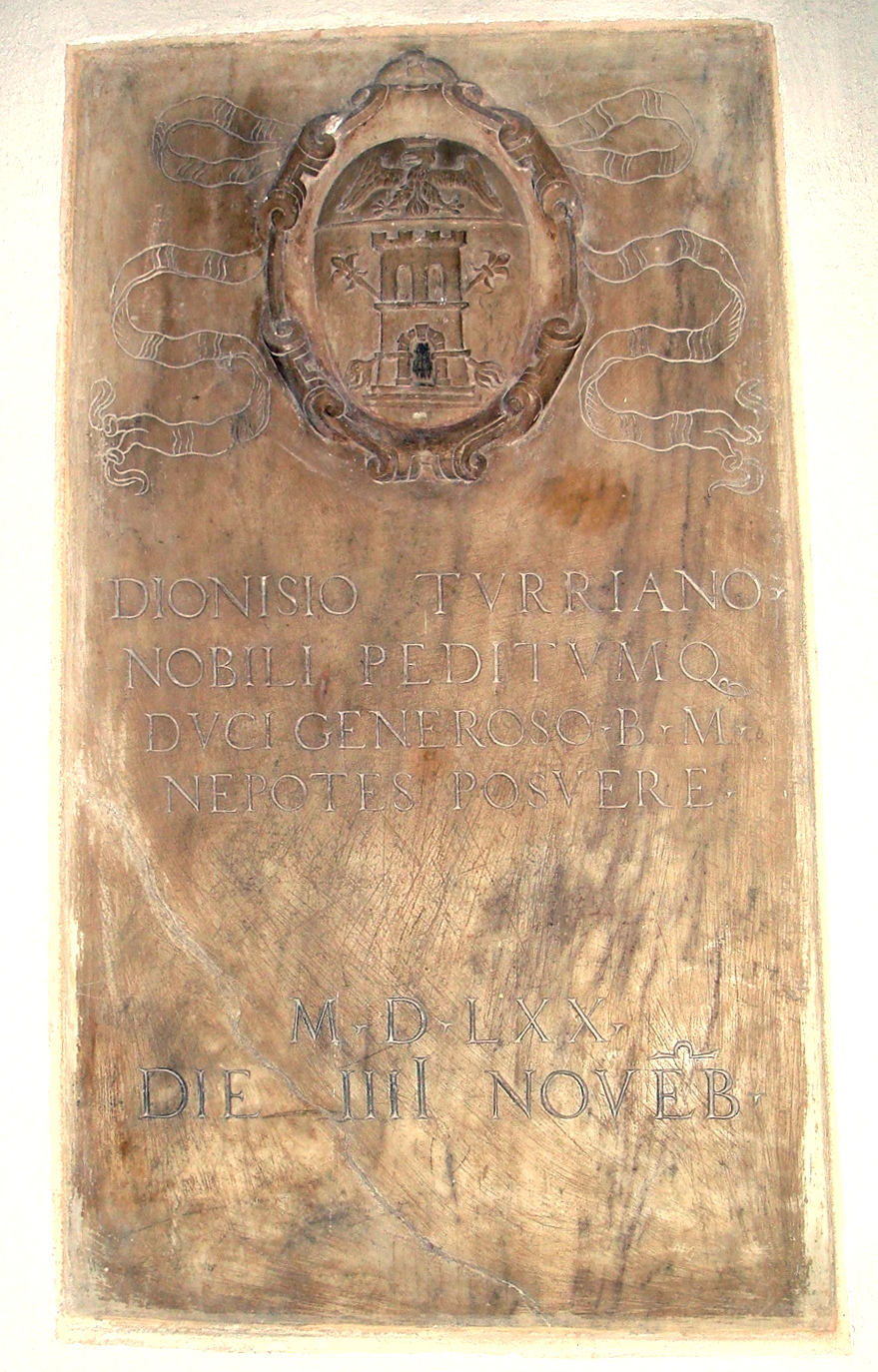
O brasão (parlante) dos Della Torre, constante da lápide de Dionigi Torriani nwrap|†|1570)

Os Torriani adotaram dois brasões: um com dois cetros entrecruzados (decussati) com florins (em Santo André) de ouro em um campo azul, e o outro com uma torre vermelha em campo de prata. Geralmente, estes elementos são colocados em uma única camada de braços aquartelada, ou sobrepostos que dão origem a uma única camada de braços que é uma torre de vermelho no campo de prata, ou mesmo no campo de azul, atravessada por dois cetros de ouro, e florins “decussati”. Às vezes, a cabeça de um escudo de negro figura da águia imperial em um campo de ouro, enquanto em outros momentos na torre incluem um crescente de ouro ou prata.
Eles também foram usados em outros emblemas, como a prata bipartido e preto (conforme uma antiga crença de Santo Ambrósio), ou o “leão-rampante” vermelho em um campo de ouro (neste caso representando o Valsassina).

## Senhores de Milão
Em 1183, Milão tornou-se um ducado. Em 1208, Rambertino Buvalelli exerceu por um tempo o cargo de dirigente Podestà da cidade, em 1242 foi a vez de Luca Grimaldi, e em 1282 Luchetto Gattilusio.
Em 1256, tanto o arcebispo, Leone de Perego, quanto os nobres influentes foram expulsos da cidade. A sede episcopal ficaria vacante até 1262 (quando seria preenchida por Ottone Visconti).
A ascensão dos Torriani começa com o neto de Martino, o Gigante, Pagano I, filho de Giacomo, que já exercia atividades na política em Milão, àquela época. Em (1237) ele deu abrigo em suas terras de Valsassina, ao que restou do exercito milanês derrotado na batalha de Cortenuova contra o imperador Frederico II. Por esses méritos em 1240 foi chamado para preencher o cargo de Anziano della Credenza di Sant'Ambrogio e Capitano del Popolo, de fato ele foi o primeiro Senhor de Milão até sua morte em 1241. Pagano I, tornara-se comandante da milícia urbana em Milão, conseguiu a cidade em 1197. Ocupando a posição de capitão do povo, ele realmente se tornou um cavalheiro de Milão.
Após a morte de Pagano I, os Torriani perderam o poder sobre Milão, mas em 1247 seu filho, Pagano II novamente conseguiu assumir o controle da cidade em suas próprias mãos. Em 1257 Pagano II foi sucedido por um primo, Martino Jr. (m. 1263), obstruído no poder em 1259 por Oberto Pallavicino.
Em 1259, Martino III, irmão de Pagano, foi eleito Capitão do povo por populares. Ele tomou a cidade a força, impôs sua personalidade sobre os milaneses, expulsou inimigos e governou com poderes ditatoriais, pavimentou as ruas da cidade, abriu canais e criou taxas sobre as propriedades rurais. Ele fundou o senhorio de Milão e afirmou a supremacia dos Torriani na arquidiocese da cidade. Sua política, entretanto, provocou o colapso nas finanças e gerou o descontentamento da população, provocando com isso um apoio crescente aos inimigos tradicionais dos Della Torre, os Visconti.
Dentre as posses dos Torriani também incluiam as cidades de Bergamo, Lodi, Novara, Varese e Vercelli, também controlavam Brescia por meio de alianças e parentescos com as famílias locais, a poderosa família Maggi.

### Senhores de Milão
- Pagano I della Torre (1240-1247) - (7 anos)
- Pagano II della Torre (1247-1257 - (10 anos)
- Manfredo II Lancia (1253-1256 - (3 anos - ele governou com Pagano II della Torre)
- Martino III della Torre (1257-1259) - (irmão de Pagano II della Torre)
- Umberto II Palavicino (1259-1264 - (5 anos - aliado de Martino III della Torre)
- Filipe della Torre (1263-1625) - (5 anos - irmão Martino e Pagano)
- Napoleão della Torre Napo (1265-1277) - (12 anos - filho de Pagano; derrotado pelo arcebispo Ottone Visconti)
- Conrado "Mosca" (1277-1281) - (regente de 1277-1278)
- Ottone Visconti (1277-1294 -  (17 anos) - (arcebispo de Milão)
- Mateus I Visconti (1294-1302 - (8 anos - sobrinho do arcebispo Ottone)
- Conrado "Mosca" (1302-1307)
- Guido della Torre (1302-1311) (9 anos - sobrinho de Napo Torriani, filho de seu irmão Francisco)
- Mateus I Visconti (1311-1322) (6/11 anos - restaurado
- Galeazzo Visconti I (1322-1327) (5 anos)
- Azzone Visconti (1327-1339) (12 anos - ele recebeu o reconhecimento oficial em 1329 apenas)
- Luchino Visconti (1339-1349) (10 anos)
- Bernabò Visconti (1349-1385) (36 anos - ele governou com seus irmãos Mateus e Galeazzo e seu sobrinho Gian Galeazzo)
- Galeazzo Visconti II (1349-1378) (29 anos - ele governou com seus irmãos Mateus e Barnabó)
- Matteo II Visconti (1349-1355) (6 anos - ele governou com seus irmãos Bernabó e Galeazzo)
- João Galeácio Visconti (1378-1395) (17+7 anos)
- Ducado de Milão

## Perda, recaptura e exclusão do senhorio de Milão
Em 1257, com a morte do arcebispo exilado Leone de Perego, o cardeal Ottaviano Ubaldini, endossou o nome de Ottone Visconti para ocupar a sede episcopal vacante, como digno sucessor do trono, contrariando as expectativas e pretensões do patriarca de Aquileia Raimundo della Torre ou do nobre Francisco de Settala, ambos candidatos. Apesar da oposição de Martino III, Anziano della Credenza di Sant'Ambrogio e Senhor de Milão, Ottone foi nomeado pelo papa Urbano IV, Arcebispo de Milão, em 22 de julho de 1262.
Martino III, indignado com a eleição imposta pelo Papa, ocupou, durante 3 meses, o arcebispado, foi excomungado pelo legado apostólico Filipe de Pistóia, que lançou um interdito em Milão para recusar o novo arcebispo. Começou assim uma guerra entre o arcebispo eleito, Ottone Visconti e a família Torriani.
Martino III morreu em 1259 e foi sucedido por outro irmão, Filipe. Em 01 de abril de 1263, o dia da Páscoa, Ottone foi para Arona, uma aldeia na margem sul do Lago Maggiore, com um séquito de nobres, fugindo de Milão e de outras cidades da Lombardia, fugindo das perseguições dos Torriani e dos Guelfos. Em Arona, Ottone tomou posse formalmente do arcebispado, seguindo o rito ambrosiano. Filipe foi o arcebispo (não oficial) de Milão de 1263 a 1265, ele reforçou a autoridade da casa e estendeu seu poder sobre Como, Vercelli e Bergamo.
Filipe morreu em 1265 e sucedeu-lhe, no poder de Milão, o sobrinho e então o integrante mais velho da família, Napoleão della Torre (1265-1278), chamado de Napo Torriani, filho de Pagano I, e irmão de Francisco e Paganino. Francisco, se tornou prefeito de Brescia, Alexandria, Bergamo, Novara e Lodi e senhor de Seprio, enquanto que Paganino se tornou prefeito nomeado de Vercelli. Napo elevou os negócios da família, estendeu a influência até a segunda casa de Anjou, em Nápoles. Ele manteve as disputas com o arcebispo Visconti de Milão, já iniciadas anteriormente. Paganino della Torre foi assassinado em 29 de janeiro de 1266 por um grupo de nobres milaneses exilados que estavam a serviço do Marquês Pelavicino. Em retaliação Napo promoveu nas cidades de Vercelli, Milão e Trezzo, a decapitação de 53 pessoas envolvidos entre conspiradores, nobres e facção adversária. Ele destruiu pela força e pela tortura a família Vestarini em Lodi, e governou pelo terror. Seus atos sanguinários provocaram uma revolta em Como em 1271).
Em 1273, com a eleição do imperador Rodolfo I como rei dos romanos, Napo tendo perdido o apoio de Carlos de Anjou, aproximou-se deste e, no ano seguinte (1274), recebe do mesmo a insígnia de vigário imperial e, depois de vencer em 1276 a importante batalha de Guazzera em Ranco em Varese e, posteriormente, perdeu a batalha de Germignaga, lutou pela posse da fortaleza de Angera, que ainda permanecia nas mãos dos Torriani, derrotado e capturado na batalha de Desio em 21 de janeiro de 1277, pelo arcebispo Ottone Visconti.
Ele, Napo, morreria no ano seguinte, em 16 de agosto de 1278, aprisionado no Castelo de Baradello em Como. Napo era casado com Marguerite de Baux, uma nobre de Provença. Ele foi o expoente mais poderoso da casa dos Guelph di Torriani. Seu irmão  Francisco morreu durante os confrontos da batalha.
Mesmo seu filho Conrado, chamado como "Mosca", e Guido, filho de Francisco, são feitos prisioneiros, mas conseguem escapar da prisão no Castelo Baradello em 1284. A partir desse momento, seguindo desde Friuli e todas as demais cidades fiéis aos "Torriani", desencadeia-se uma guerra e uma grande somatória de pequenas guerrilhas sem trégua contra os Visconti. Conrado, foi nomeado, em 1290, governador de Istria, em 1293, prefeito de Trieste e em 1304, prefeito de Bergamo. Em 1302 os "Torriani" reentram no cenário político em Milão com Guido, que retomam o senhorio dos Visconti. Guido acrescento o senhorio de Piacenza aos dominios da família.
Em 1311, Guido entrou em conflito com o arcebispo de Milão Cassono della Torre (filho de Conrado, chamado o "Mosca" e sobrinho de Napo e, portanto, primo de Guido), evidenciam a ruptura de unidade da família, e que era a força latente dos Torriani. Ele foi reconhecido como vigário imperial pelo Imperador Henrique VII. Posteriormente tentou provocar uma rebelião popular contra o imperador. Henrique VII, atacado pelos gibelinos, voltou a Milão, em 1311 e Guido, forçado a escapar, perdeu o senhorio que retornou aos Visconti. Doente, seu primeiro refúgio é em Lodi, depois em Cremona, onde morre no verão de 1312. Uma parte da família ainda prossegue em luta contra os Visconti e a casa de "Della Torre" voltará a Milão somente em 1332 por intercessão do papa João XXII que restituiu à família parte de seus bens, entretanto o senhorio permaneceu na mão dos Visconti, ao que tiveram de aceitar.

## Árvore genealógica
Martino, († após 1147):
1. Giustamonte, Diacono metropolitano de Milão (1201), Canonico ordinario (1206), († após 1223)
2. Cassone, Prefeito de Orvieto em 1204
3. Giacomo, 1216; ∞.Sofia N
  1. Pagano, Prefeito de Brescia (1227), Prefeito de Bergamo (1228), (†6.1.1241)
    1. Ermanno, porque a sua emissão (linhagem de Gorizia)
    2. Napo, porque a sua emissão (linhagem de Udine)
    3. Avone, Prefeito de Pistoia (1274), († após 1279)
    4. Martino, († após 1277)
      1. Federico
      2. Ruffo, († depois de 1291)
      3. Princivalle, († após 1256)
      4. Guido, († após 1296)

    5. Filipe, Prefeito de Sacile (1290)
      1. Matteo e († depois de 1306)
      2. Castellino, († após 01 de outubro de 1343)

    6. Paganino, Prefeito de Novara (1259, († Vercelli em 29 de janeiro de 1266; ∞. Micarda, filha de Guido Conte de Montefeltro
      1. Argulfo, Capitão do povo de Gemona, († depois de 23 de março de 1278)
        1. Corradino, († após 1334)

      2. Pagano, pretor de Sacile, em 03 de março de 1278, († após 1293)
      3. Cassone, († após 1323)
      4. Gabrio, († após 1307); ∞.Riccarda da Camino dei senhor de Treviso
        1. Cassone, († 27 de outubro de 1310)
          1. Martino, Vicedecano del Capitolo patriarcale de Aquileia, Canonico de Cividale
          2. Margherita; ∞. Filipe de Porcia, Capitão do povo de Pordenone
          3. Giovanni, Canonico da igreja patriarcal de Aquileia, († após 1360)
          4. Francisca, Abadessa em Aquileia, († após 1348)
          5. Caterina della Torre, Mônaca do núncio de Aquileia, († após 1348)
          6. Ambrogio, Canonico de Aquileia, († depois de dezoito de março de 1251)

        2. Raimondo, sacerdote da igreja de Aquileia em 1327

      5. Lonfredo, († após 1311)
      6. Manvaldo, († após 1311
      7. Imberaldo, senhor de San Steno, em 1298; ∞.Elia de Roberti
        1. Gueccelone, († após 1330)

    7.  Francisco, porque a sua emissão (linhagem de Como)
    8. Salvino, († após 1281); ∞. Rosa Turconi
      1. Oliviero e († depois de 1311)
      2. Vulveno (Valveno, Volvino, Vulvinus), († Gorizia 1307); ∞.Bionda N
        1. Vulveno, senhor de Rubiano
          1. Richard I von Thurn-Valsassina; ∞ N von Osterwitz
          2. Johann von Thurn-Valsassina, 1354; ∞. Katharina von Weisspriach

      3. Leoa, († após 27 de dezembro de 1310), tinha outra questão - della Torre de Montefalcone

    9. Caverno, porque a sua emissão (linhagem de Verona)
    10. Raimondo, Arciprete de Monza (1251-1262), Arcebispo titular de Milão (1261-1262), bispo de Como (1262, Patriarca de Aquileia (30 de dezembro de 1273), († castello de Udine em 21 de junho de 1298)

  2. Giovanni, († após 1255)
  3. Rogero, Canonico ordinario da igreja de Primaluna no Valsassina em 1231
  4. Giacomo, († após 1214)
    1. Martino, senhor de Milão por aclamação em 1257, Prefeito de Lodi (1262, († em Lodi em 20 de novembro de 1263); ∞ N, filha de Paolo da Soresina
    2. Raimondo, Canonico ordinario da cattedrale de Milão
    3. Filipe, Prefeito de Novara, Prefeito de Genova (1256, († 24 de setembro de 1265); 1 ∞ N da Niguarda; 2 ∞ N Birago
      1. 1m. Agnese; ∞. Guglielmo della Pusterla
      2. 2m. Salvino, († Parma) (10 de setembri de 1287); ∞. 1283 Mabilia, filha do conde Ludovico de Sambonifacio
        1. Elena; ∞. Niccolo da Carrara
4. Pagano, 1. Prefeito de Padova em 1195
  1. Martino, († após 1198)
  2. Giacomo, Arquidiácono de Milão, († após 1235)

## Outros membros
Desde a ruptura então mencionada, a casa dividiu-se em vários ramos, os quais deram origem a muitas famílias nobres, na Lombardia, Friuli, Veneto, Emilia Romagna e Piemonte. Florimondo della Torre, filho de Conrado, tentou, sem sucesso, recuperar o poder em Milão. Outro filho de Conrado, o já mencionado Cassono della Torre, foi arcebispo de Milão e depois Patriarca de Aquileia (1316-1318). Paganino, o último filho de Conrado, era prefeito de Como, e senador de Roma. Tibério della Torre, filho de Martino e sobrinho-neto de Napo, foi bispo de Brescia (1325-1333). O filho de Florimondo, Pagano della Torre, foi bispo de Pádua e patriarca de Aquileia (1319-1332).

## Patriarcas de Aquileia
- Raimondo della Torre † (1273-1299)
- Cassono della Torre † (1316-1318)
- Pagano della Torre † (1319-1332)
- Luigi della Torre † (1359-1365)

## Entre os descendentes
- Giacomo della Torre, conhecido como Giacomo de Forli, um professor universitário, médico e estudioso do século XIV.
- Antonio della Torre, conhecido como L'Aquila, médico, nasceu em Milão em torno de 1424 e morreu em L'Aquila em 1494. Ele foi beatificado pelo papa Clemente XIII. Neste mesmo século Carlo della Torre Rezzonico (outro descendente de outro ramo da família) em 1759.
- Giacomo Antonio della Torre foi bispo de Cremona (1476-1486).
- Franceso Torriani foi conselheiro do imperador Fernando I , barão imperial e embaixador em Veneza (1558).
- Carlo Torriani foi governador de Trieste em 1666.
- Gianello Torriani engenheiro e matemático do século XVI: ele seguiu Carlos V em Espanha, onde ficou conhecido como Juanelo Turriano.
- Matthew Henry von Thurn-Valsassina, nobre boêmio e diplomata do século XVII.
- Monsenhor Giacinto della Torre (1757-1814), Arcebispo de Turim (1805-1814).
- Profº Pier Luigi della Torre (1887-1963), médico neurocirurgião de fama europeia, fundador da Galeria de Arte de Treviglio.
- Carlo Della Torre (1900-1982), missionário salesiano, um nativo de Cernusco e morreu em Bangkok na Tailândia.
- Gian Giacomo della Torre Piccinelli, juiz e presidente do Tribunal Criminal de Recurso de Milão até 1998.
- Karl Wilhelm von Dalla Torre, um nativo do ramo Trentino da família, em seguida, mudou-se para Innsbruck. Ele era botânico e zoólogo, professor da Universidade de Innsbruck desde 1895. Em seu brasão figura a torre com estrelas, em vez de lírios.
- Bartolomeo della Torre († 1658), arquiteto de Santo Inácio Igreja e mosteiro dos jesuítas em Győr
  - Giacomo della Torre († 1669), filho de Bartolomeu, arquiteto e mestre de Raab/Győr
  - Francisco della Torre (1627- 1687), filho de Bartolomeu, artista real da corte em Praga
    - Bartolomeo della Torre, filho de Francisco, pastor em Linz
    - Giovanni Pietro della Torre (1660-1711), filho de Francisco, também da [artista real da corte em Praga.
- Daniel Gran (1694-1757), o pintor da corte imperial, foi chamado a partir de 1732, "della Torre".

da Policia Militar de São Paulo]]